# Mon ange (chanson)
Pour les articles homonymes, voir Mon ange.
Singles de Nolwenn Leroy
Histoires Naturelles
(2006) J'aimais tant l'aimer
(2007)
Pistes de Histoires Naturelles
Reste encore Histoires Naturelles
Mon ange est le septième single de la chanteuse Nolwenn Leroy et est le troisième extrait de son deuxième album Histoires naturelles (2005).
Sorti en 2006, Nolwenn Leroy rend hommage par ce titre à Louise, décédée à l'âge de 12 ans, et qui était l'une de ses fans.
Jamie Hartman, le chanteur du groupe anglais Ben's Brother, a composé avec Martin Karlegård Find me an Angel il y a quelques années pour Jennifer Brown, puis a été contacté par Universal pour qu'une artiste française la reprenne.
Mon ange a été sacré meilleure chanson de l'année 2007 aux « Étoiles Chérie FM ».

## Classement hebdomadaire
| Classement (2007)                       | Meilleure position |
| --------------------------------------- | ------------------ |
| France (SNEP) - Top Singles Téléchargés | 14                 |